# Ghulam Muhammad Ghubar
Mir Ghulam Muhammad Ghubar (* 1897 in Kabul; † 5. Februar 1978 in Berlin) war ein afghanischer Politiker, Historiker, Dichter und Schriftsteller.
Von 1920 bis 1921 war Mir Ghubar als Beamter für das Sicherheitsministerium tätig. Im Jahr 1926 wurde er Botschaftssekretär in Paris. Zwischen 1927 und 1928 war als Beamter im Kulturministerium tätig. Von 1928 bis 1930 war er Abgeordneter für Kabul. Im Jahr 1930 wurde Mir Ghubar Botschaftssekretär in Berlin. Zwischen 1931 und 1932 wurde er ein Mitglied der Kabuler Literatur-Gesellschaft. Er schrieb auch ein Buch mit dem Titel Afghanistan im Laufe der Geschichte (persisch افغانستان درمسير تاريخ, Afghanistan dar Massir e Tharich). Kurz nach dem Erscheinen –  während der Zeit von Mohammed Sahir Schah – wurde das Buch unter einem politischen Vorwand verboten und remittiert. Mir Ghubar und Dr. Abdur Rahman Mahmmodi (auch: Mahmudi) gehörten 1947 in Kandahar zu den Gründern einer Organisation – auf Paschtu Wesch zalmayan („Wache Jugend“) – unter dem Vorsitz von Abdul Rauf Benawa, die sich für den Parlamentarismus und eine konstitutionelle Monarchie einsetzte. Ihr gehörten neben Nationalisten auch Demokraten und Liberale an; auch Babrak Karmal und Nur Muhammad Taraki waren Mitglieder. Die Organisation war multiethnisch zusammengesetzt, hatte Mitglieder aus allen Völkern und Gruppierungen Afghanistans. Für die Demonstrationen und Unruhen der 1950er Jahre – Forderungen waren: Rechtsstaatlichkeit und Rückkehr zu den Reformen Amanullah Khans – machte die Regierung Mir Ghulam und Mahmmodi verantwortlich.
Einige Analysten brachten das Verbot seines Buches jedoch mit einer Aussage darin in Zusammenhang, dass das iranische Volk der Paschtunen im heutigen Afghanistan aus den Gebirgsketten um Suleiman-Koh (persisch سلمان کوه, Berg von Salomo) stamme und während der Zeit der Ghaznawiden in Gebiete des heutigen Afghanistans eingewandert sei.
Andere führten das Verbot auf Mir Ghubars Freundschaft mit Abdur Rahman Mahmmodi zurück, den die Anhänger der sowjet- und später chinafreundlichen Bewegung von Schola e Jawid (persisch شعله جاويد, Ewige Flamme) als ihren Chefideologen betrachteten.
Mir Mohammed Gholam Ghubar war der Gründer der Watan-Partei (etwa ‚Vaterland‘ oder ‚Heimat‘). Von 1931 bis 1932 war er Mitglied der Kabuler Historischen Gesellschaft. Sein in Dari verfasstes Buch ist seit 1980 in Pakistan und im Iran von Exilafghanen mehrmals herausgegeben worden.